# 麻布公衆衛生短期大学
麻布公衆衛生短期大学（あざぶこうしゅうえいせいたんきだいがく）は、神奈川県相模原市淵野辺1-17-71に本部を置いていた日本の私立大学である。1965年に設置され、1979年に廃止された。大学の略称は麻短。

## 概要

### 大学全体
- 神奈川県相模原市[注 2]に所在した日本の私立短期大学で、設置主体は学校法人麻布獣医学園。
- 1965年に2学科体制で開学[注 3]。1975年度より1学科となる。
- 1977年度の入学生を最後に[注釈 2]、1979年に短期大学としての使命を終える[注釈 3]。

### 教育および研究
- 麻布公衆衛生短期大学には、衛生に関する専門教育に特化していたことがうかがえる。

### 学風および特色
- 麻布公衆衛生短期大学は、当時麻布獣医科大学の併設校として設置された。

## 沿革
- 1951年
  - 3月6日 学校法人麻布獣医学園の設置が認可される[6]。
- 1965年
  - 1月25日 左記を以て文部省[注 4]より短期大学の設置が認可される[7]。
  - 4月1日 麻布公衆衛生短期大学 が以下の学科体制にて開学する[注 5]。
    - 衛生技術科 入学定員50名
    - 環境衛生科 入学定員50名

  - 5月1日 学生数[8]/定員[9]
    - 衛生技術科 27[注 6]/50
    - 環境衛生科 23[注釈 4]/50
- 1966年
  - 5月1日 学生数[10]/定員
    - 衛生技術科 90[注 7]/100
    - 環境衛生科 88[注 8]/100
- 1971年
  - 1月12日 専攻科の設置が認められ、以下の課程を置く[11]。
    - 衛生技術専攻 入学定員40名

  - 4月1日 衛生技術科の入学定員を50[12]→80[13]に増員[注 9]。
  - 5月1日 学生数[16]/定員
    - 衛生技術科 228[注 10]/130
    - 環境衛生科 138[注 11]/100
- 1973年
  - 5月1日 学生数[17]/定員
    - 衛生技術科 218[注 12]/160
    - 環境衛生科 142[注 13]/100
- 1974年
  - 4月1日 この年度で衛生技術科の学生募集を最終とする[注 14]。
- 1975年
  - 5月1日 学生数[20]/定員
    - 衛生技術科 100[注 15]/80
    - 環境衛生科 143[注 16]/100
- 1976年
  - 5月1日 学生数[21]/定員
    - 衛生技術科 -/-
    - 環境衛生科 190[注 17]/100
- 1977年
  - 4月1日 この年度で学生募集を最終とする[注釈 2]。
  - 5月1日 学生数[22]/定員
    - 衛生技術科 -/-
    - 環境衛生科 215[注 18]/100
- 1978年
  - 5月1日 学生数[23]/定員
    - 衛生技術科 -/-
    - 環境衛生科 100[注 19]/50
- 1979年
  - 6月5日 左記をもって正式に廃止となる[注釈 3]。

## 基礎データ

### 所在地
- 神奈川県相模原市淵野辺1-17-71[注釈 1]

## 教育および研究

### 組織

#### 学科
- 衛生技術科 入学定員80名[注 20]
- 環境衛生科 入学定員50名[注 21]

#### 専攻科
- 衛生技術専攻 入学定員40名

#### 別科
- なし

#### 取得資格について[28]
- 衛生検査技師受験資格：衛生技術科
- 食品衛生管理者：環境衛生科

## 大学関係者と組織

### 大学関係者組織
- 麻布公衆衛生短期大学の同窓会は「麻布獣医学園」と称する。[29]

## 施設

### キャンパス
- 短大のキャンパスは、現在の麻布大学本部に置かれていた。

## 対外関係

### 系列校
- 麻布大学
- 麻布大学附属渕野辺高等学校

## 卒業後の進路について

### 就職について
- ほとんどの学生は、資格を活かした専門職に就いていた。

### 編入学･進学実績
- 立正大学に編入学した卒業生もいた[30]。